# Slobidka-Malînovețka, Camenița
Slobidka-Malînovețka (în ucraineană Слобідка-Малиновецька) este un sat în comuna Sokil din raionul Camenița, regiunea Hmelnîțkîi, Ucraina.

## Demografie
Componența lingvistică a localității Slobidka-Malînovețka
     Ucraineană (100%)
Conform recensământului din 2001, toată populația localității Slobidka-Malînovețka era vorbitoare de ucraineană (100%).